# Élections législatives russes de 1995
 (décembre 2022).
Si vous disposez d'ouvrages ou d'articles de référence ou si vous connaissez des sites web de qualité traitant du thème abordé ici, merci de compléter l'article en donnant les références utiles à sa vérifiabilité et en les liant à la section « Notes et références ».
Les élections législatives russes de 1995 se sont tenues le 17 décembre 1995 pour élire les 450 députés de la Douma, la chambre basse du Parlement russe

## Système électoral
La loi électorale adoptée pour les élections de 1995 est celle adoptée pour les élections de 1993, avec quelques modifications mineures. Premièrement, pour obtenir une place au scrutin proportionnel, les partis doivent s’être inscrits auprès du ministère de la Justice au plus tard six mois avant l’élection, tandis que le nombre de signatures qu’ils doivent recueillir passe de 100 000 à 200 000. Deuxièmement, les votes invalides sont maintenant inclus dans le calcul du seuil électoral de 5 pour cent. Troisièmement, l’appui des candidats par le parti est indiqué sur le bulletin de vote de district uninominal.

## Campagne électorale

### Partis gouvernementaux
Notre maison la russie obtient rapidement le surnom de « parti du pouvoir » pour sa dépendance à l'égard de l'élite politique et économique notamment Gazprom. La plupart des membres du gouvernement rejoignent le bloc, et un certain nombre de chefs d'entreprise et d'élites politiques régionales s'y affilent. Cependant, le bloc n'a que peu soutiens de partis politiques, les rares soutiens désertent comme le Parti de l'Unité en août . Le programme du parti appelle à « la stabilité et le développement, la démocratie et le patriotisme, la confiance et l'ordre » ainsi qu'au « pragmatisme » et à « un marché civilisé ». D'autres propositions sont contradictoires puisque le parti propose, entre autres, d'encourager les investissements étrangers tout en protégeant les fabricants russes, et de promouvoir la réforme agricole tout en réglementant la propriété foncière.

### Partis d'opposition
Profitant de l'impopularité croissante des partis pro-gouvernement, les communistes et leurs partis satellites, les agrariens et autres députés de gauche, prennent le contrôle d'un peu moins de la moitié des sièges. Le parti populiste LDPR se range en général du côté de la majorité de gauche bien que qu'ayant souvent soutenu le gouvernement. 

## Résultats
| Parti | Parti                                                      | Proportionnelle | Proportionnelle | Proportionnelle | Circonscriptions | Circonscriptions | Circonscriptions | Total Sièges |
| Parti | Parti                                                      | Voix            | %               | Sièges          | Voix             | %                | Sièges           | Total Sièges |
| ----- | ---------------------------------------------------------- | --------------- | --------------- | --------------- | ---------------- | ---------------- | ---------------- | ------------ |
|       | Parti communiste de la fédération de Russie                | 15 432 963      | 22,30           | 99              | 8 636 392        | 12,78            | 58               | 157          |
|       | Parti libéral-démocrate de Russie                          | 7 737 431       | 11,18           | 50              | 3 801 971        | 5,63             | 1                | 51           |
|       | Patrie - Toute la Russie (en)                              | 7 009 291       | 10,13           | 45              | 3 808 745        | 5,64             | 10               | 55           |
|       | Iabloko                                                    | 4 767 384       | 6,89            | 31              | 2 209 945        | 3,27             | 14               | 45           |
|       | Femmes de Russie (en)                                      | 3 188 813       | 4,61            | 0               | 712 072          | 1,05             | 3                | 3            |
|       | Parti communiste russe des travailleurs (en)               | 3 137 406       | 4,53            | 0               | 1 276 655        | 1,89             | 1                | 1            |
|       | Congrès des communautés russes                             | 2 980 137       | 4,31            | 0               | 1 987 665        | 2,94             | 5                | 5            |
|       | Parti de l'autogestion des travailleurs (en)               | 2 756 954       | 3,98            | 0               | 475 007          | 0,7              | 1                | 1            |
|       | Parti du choix démocratique de Russie (en)–Démocrates unis | 2 674 084       | 3,86            | 0               | 1 819 330        | 2,69             | 9                | 9            |
|       | Parti agrarien de Russie                                   | 2 613 127       | 3,78            | 0               | 4 066 214        | 6,02             | 20               | 20           |
|       | Derzhava (en)                                              | 1 781 233       | 2,57            | 0               | 420 860          | 0,62             | 0                | 0            |
|       | Russie en avant ! (en)                                     | 1 343 428       | 1,94            | 0               | 1 054 577        | 1,56             | 3                | 3            |
|       | Pouvoir au peuple ! (en)                                   | 1 112 873       | 1,61            | 0               | 1 345 905        | 1,99             | 9                | 9            |
|       | Pamfilova-Gourov-V. Lysenko (en)                           | 1 106 812       | 1,6             | 0               | 476 721          | 0,71             | 2                | 2            |
|       | Syndicats et industriels - Union du travail (en)           | 1 076 072       | 1,55            | 0               | 584 063          | 0,86             | 1                | 1            |
|       | Parti écologiste russe « Les Verts »                       | 962 195         | 1,39            | 0               | 304 896          | 0,45             | 0                | 0            |
|       | Bloc Ivan Rybkine (en)                                     | 769 259         | 1,11            | 0               | 1 073 580        | 1,59             | 3                | 3            |
|       | Parti démocrate-libéral européen                           | –               | –               | –               | 154              | 0,00             | 0                | 0            |
|       | Indépendants                                               | –               | –               | –               | 21 620 835       | 31,99            | 77               | 77           |
|       | Autres                                                     | 8 755 357       | 12,66           | 0               | 13 492 347       | 17,62            | 8                | 8            |
|       |                                                            |                 |                 |                 |                  |                  |                  |              |
|       | Total                                                      | 69 204 819      | 100             | 225             | 69 167 934       | 100              | 225              | 450          |
|       | Inscrits/participation                                     | 107 496 856     | 64,4            | –               | 107 496 856      | 64,3             | –                | –            |

## Conséquences
Grâce à leur majorité à la Douma le 17 janvier 1996, les communistes obtiennent la présidence de la Douma en élisant Guennadi Selezniov.